# Meimão

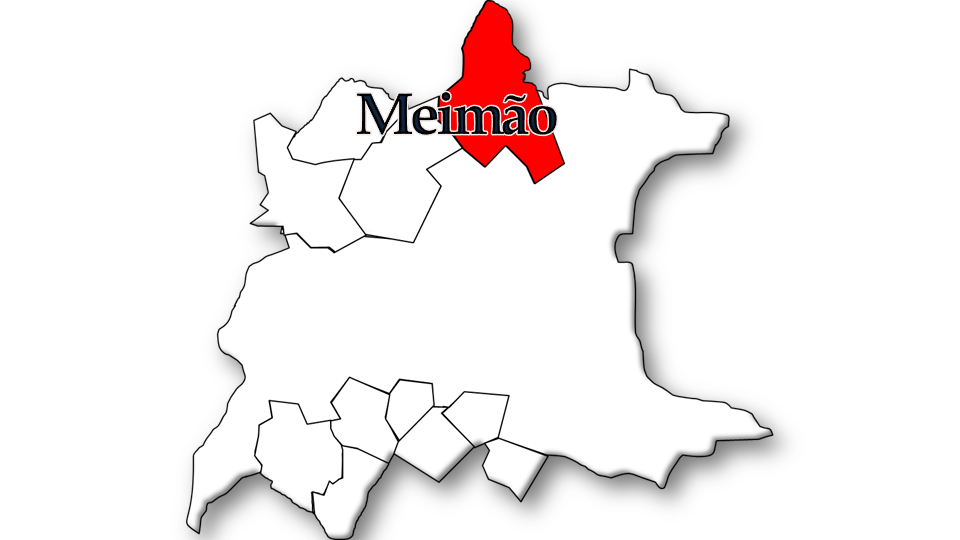
Localização da Freguesia de Meimão no Município de Penamacor

Meimão é uma povoação portuguesa sede da Freguesia de Meimão do Município de Penamacor, freguesia com 33,22 km² de área e 238 habitantes (censo de 2021), tendo, por isso, uma densidade populacional de 7,2 hab./km².

## Demografia
A população registada nos censos foi:
| Distribuição da População por Grupos Etários | Distribuição da População por Grupos Etários | Distribuição da População por Grupos Etários | Distribuição da População por Grupos Etários | Distribuição da População por Grupos Etários |
| -------------------------------------------- | -------------------------------------------- | -------------------------------------------- | -------------------------------------------- | -------------------------------------------- |
| Ano                                          | 0-14 Anos                                    | 15-24 Anos                                   | 25-64 Anos                                   | > 65 Anos                                    |
| 2001                                         | 19                                           | 37                                           | 149                                          | 142                                          |
| 2011                                         | 13                                           | 10                                           | 113                                          | 144                                          |
| 2021                                         | 10                                           | 8                                            | 86                                           | 134                                          |

## Património
- Capelas do Divino Espírito Santo, de S. Domingos e da Senhora do Pilar
- Cruzeiro
- Alminhas
- Fonte do Ginjeiral
- Lagar da Confraria do Santíssimo
- Vestígios arqueológicos